# كريستيان بينزون
كريستيان بينزون (بالإنجليزية: Christian Pinzón)‏ هو لاعب كرة قدم أمريكي، ولد في 24 يونيو 1998.